# Organocloruro

Il clorometano è l'organocloruro a più bassa massa molecolare

Gli organocloruri, detti anche cloruri organici o composti organoclorurati, sono un'ampia categoria di composti organici che contengono almeno un legame covalente carbonio-cloro. Esempi molto semplici sono i cloroalcani, cioè gli alcani dove uno o più atomi di idrogeno sono stati sostituiti con atomi di cloro. Data l'ampiezza della definizione, gli organocloruri hanno strutture e caratteristiche chimiche diversissime, e comprendono quindi composti con un'ampia gamma di nomi, applicazioni e proprietà. I composti organoclorurati trovano ampio uso in molte applicazioni, sebbene alcuni siano molto pericolosi per l'ambiente; uno dei più noti organocloruri pericolosi è la TCDD.

## Presenza in natura
Molti organocloruri sono stati isolati da fonti naturali, a partire dai batteri per arrivare fino all'uomo; si trovano in quasi tutte le classi di biomolecole e sostanze naturali, inclusi alcaloidi, terpeni, amminoacidi, flavonoidi, steroidi e acidi grassi.
Le diossine, composti particolarmente pericolosi per la salute umana e ambientale, vengono prodotte naturalmente negli incendi di foreste e boscaglie. In eruzioni vulcaniche sono stati identificati 100 organocloruri, tra i quali derivati del metano, dell'etilene e del benzene. Le alghe marine producono una varietà di idrocarburi clorurati semplici tra cui diclorometano, cloroformio e tetracloruro di carbonio.  È stato valutato che il 99% del clorometano presente nell'ambiente sia di origine naturale.

Struttura dell'epibatidina

L'epibatidina è un alcaloide di origine naturale, isolato in rane dell'Ecuador, dotato di proprietà analgesiche molto potenti. L'epibatina è risultata tuttavia troppo tossica, e gli studi sul suo possibile uso terapeutico si sono interrotti.

## Sintesi

### Dal cloro
Alcani e alcani arilici possono essere clorurati in condizioni adatte alla formazione di radicali liberi, impiegando luce UV, ma in questo modo è difficile controllare il grado di clorurazione. I cloruri arilici si possono ottenere con la reazione di Friedel-Crafts, usando cloro e un acido di Lewis come catalizzatore.
La reazione dell'aloformio, usando cloro in presenza di basi, può formare alogenuri alchilici partendo da metil chetoni e composti simili. Questa reazione è stata usata per produrre cloroformio fino agli anni sessanta del secolo scorso.
Il cloro si addiziona ai legami multipli di alcheni e alchini, formando composti di- e tetra-sostituiti.

### Con cloruro di idrogeno
Gli alcheni reagiscono con il cloruro di idrogeno (HCl) per dare cloruri alchilici. Ad esempio, la reazione dell'etilene con HCl è uno dei processi industriali per la produzione di cloroetano:
{\displaystyle {\ce {H2C=CH2 + HCl -> CH3CH2Cl}}}
Nel processo di ossiclorurazione si può utilizzare allo stesso modo cloruro di idrogeno anziché il più dispendioso cloro, ma il processo è poco selettivo e non è usato industrialmente.
{\displaystyle {\ce {H2C=CH2 + HCl + 1/2 O2 -> ClCH2CH2Cl + H2O}}}
Gli alcoli secondari e terziari reagiscono con il cloruro di idrogeno per dare i corrispondenti cloruri. In laboratorio la reazione fatta con acido cloridrico concentrato e cloruro di zinco era usata in chimica analitica qualitativa per classificare gli alcoli (saggio di Lucas):
{\displaystyle {\ce {{R-OH}+HCl->[{\ce {ZnCl2}}][\Delta ]{\overset {alogenuro\ alchilico}{R-Cl}}+H2O}}}

### Altri agenti cloruranti
La maniera più semplice di preparare cloruri alchilici è trattare alcoli con cloruro di tionile (SOCl2) o pentacloruro di fosforo (PCl5), ma si usano comunemente anche cloruro di solforile (SO2Cl2) e tricloruro di fosforo (PCl3):
{\displaystyle {\ce {ROH + SOCl2 -> RCl + SO2 + HCl}}}
{\displaystyle {\ce {3 ROH + PCl3 -> 3 RCl + H3PO3}}}
{\displaystyle {\ce {ROH + PCl5 -> RCl + POCl3 + HCl}}}
In laboratorio è molto conveniente usare il cloruro di tionile, perché i sottoprodotti sono gassosi. In alternativa si può usare la reazione di Appel che converte alcoli in organocloruri usando trifenilfosfina e tetracloruro di carbonio:
{\displaystyle {\ce {{R-OH}->[{\ce {PPh3, CCl4}}] {R-Cl}}}}

## Reazioni
Gli alogenuri alchilici sono componenti di base molto versatili in chimica organica. Bromuri e ioduri alchilici sono più reattivi, mentre i cloruri alchilici sono in genere meno cari e più facili da ottenere. I cloruri alchilici sono attaccati facilmente dai nucleofili.
Riscaldando alogenuri alchilici con idrossido di sodio o acqua si ottengono alcoli. La reazione con alcossidi o arilossidi porta a eteri (reazione di Williamson); la reazione con tioli dà tioeteri. I cloruri alchilici reagiscono con ammine per formare ammine sostituite. Il cloro dei cloruri alchilici si può sostituire con bromo o iodio con la reazione di Finkelstein. Possono reagire analogamente anche altri pseudoalogenuri come azoturo, cianuro e tiocianato. In presenza di basi forti i cloruri alchilici subiscono deidroalogenazione formando alcheni e alchini.
I cloruri alchilici reagiscono con il magnesio per formare i reattivi di Grignard, che trasformano un composto elettrofilo in uno nucleofilo. La reazione di Wurtz è un accoppiamento riduttivo dove due alogenuri alchilici reagiscono con il sodio per formare un nuovo legame carbonio-carbonio.

## Applicazioni

### Cloruro di vinile
L'applicazione principale della chimica degli organocloruri è la produzione di cloruro di vinile. Nel 1984 ne sono state prodotte circa 13 milioni di tonnellate, la quasi totalità usata per ottenere polivinilcloruro (PVC).

### Idrocarburi clorurati a basso peso molecolare
Cloroformio, diclorometano, dicloroetilene e tricloroetano sono solventi molto utili. Hanno bassa polarità, risultano immiscibili con l'acqua e sono efficaci in applicazioni di pulizia come sgrassaggio e lavaggio a secco. Ogni anno vengono prodotti diversi milioni di tonnellate di metani clorurati, principalmente per clorurazione del metano:
{\displaystyle {\ce {CH4{}+x\ Cl2->CH_{(}4-x)Cl_{x}{}+x\ HCl}}}
Di questi, il più importante è il diclorometano, usato soprattutto come solvente. Il clorometano è un precursore di clorosilani e siliconi. Il cloroformio si ottiene in scala minore, ma è storicamente importante come precursore del clorodifluorometano e del tetrafluoroetene, usato nella produzione di politetrafluoroetilene (PTFE).

### Pesticidi

Struttura del DDT

Struttura dell'aldrina

Struttura del mirex

Ci sono due gruppi principali di insetticidi organoclorurati: i composti tipo DDT e i composti aliciclici; il loro meccanismo di azione è leggermente diverso.
- I composti tipo DDT agiscono sul sistema nervoso periferico. Operano sul canale del sodio dell'assone e ne impediscono la chiusura dopo l'attivazione e la depolarizzazione della membrana. Gli ioni sodio fuoriescono attraverso la membrana del nervo e creano un "postpotenziale" negativo destabilizzante causando ipereccitabilità del nervo. Questa perdita provoca ripetute scariche nel neurone sia spontaneamente che dopo un singolo stimolo.[10]
- I dieni ciclici clorurati includono aldrina, dieldrina, endrina, eptacloro, clordano e endosulfano.Una esposizione di 2-8 ore deprime l'attività del sistema nervoso centrale (SNC), cui seguono ipereccitabilità, tremori e quindi convulsioni. Il meccanismo d'azione si esplica con l'insetticida che si lega al recettore GABA A nel complesso ionoforo cloruro dell'acido γ-amminobutirrico (GABA), inibendo il flusso di ioni cloruro nel nervo.[10]
- Altri tipi di insetticidi includono dicofol, mirex, clordecone e pentaclorofenolo; alcuni sono stati banditi per la loro pericolosità ambientale. A seconda della loro struttura molecolare questi composti possono essere idrofilici o idrofobici.[11]

### Isolanti e ritardanti di fiamma

Struttura generale dei PCB

I policlorobifenili (PCB) erano impiegati in passato come isolanti elettrici e conduttori termici, ma ora non sono più usati in quanto tossici e inquinanti organici persistenti. Le paraffine clorurate sono usate come ritardanti di fiamma.

## Tossicità
Alcune tipologie di organocloruri sono notevolmente tossici per piante e animali, umani compresi. Le diossine si formano quando si bruciano sostanze organiche in presenza di cloro e sono inquinanti organici persistenti pericolosi per l'ambiente, al pari di alcuni insetticidi come il DDT. Ad esempio il DDT, ampiamente usato a metà del XX secolo, si accumula nella catena alimentare, come pure i suoi metaboliti DDE e DDD, e causa problemi riproduttivi in alcune specie di uccelli. Il DDT pone problemi ambientali anche per la sua mobilità; ne sono state trovate tracce anche in Antartide, dove non è mai stato usato. Alcuni composti organoclorurati sono stati usati come armi chimiche a causa della loro tossicità; esempi sono iprite, azotiprite e lewisite.

Struttura del sucralosio

Tuttavia, la presenza di cloro in un composto organico non lo rende necessariamente tossico. Alcuni organocloruri sono considerati abbastanza sicuri da essere usati in cibi e medicinali. Ad esempio piselli e fave contengono naturalmente l'ormone vegetale clorurato acido 4-cloroindolo-3-acetico (4-Cl-IAA), e il sucralosio è un dolcificante alimentare usato anche in prodotti da forno. Nel 2004 esistevano almeno 165 organocloruri approvati in tutto il mondo come farmaci; alcuni esempi sono l'antibiotico naturale vancomicina, l'antistaminico loratadina, l'antidepressivo sertralina, l'antiepilettico lamotrigina e l'anestetico isoflurano.